# QB1
Cet article concerne l'ordinateur. Pour l'astéroïde, voir 1992 QB1.
QB1 est le premier ordinateur capable de communiquer avec les utilisateurs sans clavier ni souris ou télécommande. Il est à reconnaissance gestuelle.
QB1 se présente sous la forme d'un écran monté sur un bras articulé. L'écran est capable de localiser l'utilisateur par son mouvement et se tourne vers lui.
Le produit a été abandonné vers 2010 à cause de problèmes d'industrialisation.